# MÄR
MÄR (メル Meru), có nghĩa là "Märchen Awakens Romance", là một series manga được tạo ra bởi mangaka Nobuyuki Anzai. Anime trên truyền hình dựa theo series có tựa đề MÄR Heaven (MÄR -メルヘヴン- MÄR -Meru Hevun-) và đã được công chiếu tại Nhật Bản trên đài TXN.
MÄR bị ảnh hưởng bởi mô-típ truyện cổ tích suốt dọc chiều dài của series này, Märchen bản thân là một từ tiếng Đức mang ý nghĩa "truyện cổ tích". VIZ Media đã giành được quyền xuất bản tại khu vực Bắc Mỹ đối với cả manga và anime của MÄR và giới thiệu một phiên bản dubbed cua series nay, lần đầu trên Toonami Jetstream, dịch vụ trực tuyến của Cartoon Network, và sau đó là trên chính trang mạng của họ, như là một phần của Toonami programming block. Trong tháng 6, Mạng thanh niên Ca-na-da (Canadian youth network) YTV đã trình chiếu MÄR.
Phần tiếp theo của MÄR, mang tựa đề MÄR Omega, được công bố vào tháng 9 năm 2006. Tuy nhiên, nó không được viết và minh họa bởi Nobuyuki Anzai, mà bởi Kōichiro Hoshino.

## Cốt truyện
Ginta, một học sinh yếu kém thích chơi điện tử sống trên Trái Đất với người mẹ của mình, một nhà văn nghiện rượu và thuốc lá nặng, đã thấy giấc mơ của mình thành sự thật khi tự mình khám phá ra một thế giới khác, nơi cậu có thể trở thành một người hoàn toàn khác. Đó chính là MÄR-Heaven. Ngay khi xuất hiện tại đây, thể lực yếu đuối của Ginta đã được thay thế bằng một thể lực phi thường với khả năng chịu đựng và sức bền ngoài sức tưởng tượng. Điều này được giải thích bởi trọng lực thấp hơn so với Trái Đất tại MÄR-Heaven, do đó làm ảnh hưởng tới khả năng chịu đựng và sức bền của Ginta. Tuy nhiên, không có giải thích cho thị lực tăng lên của cậu.
Ginta ngay lập tức gặp gỡ một phù thủy bí ẩn với mái tóc hồng tên là Dorothy, người đã giới thiệu cho cậu những công cụ hỗ trợ có năng lực ma thuật được gọi là "ÄRM" (được phát âm là air-um).
Dorothy lên kế hoạch giành lấy ÄRM Babbo, và mang Ginta theo cùng. Babbo thực sự là một ÄRM cực kì đặc biệt: đó là một ÄRM sống, có thể biến đổi thành nhiều hình dạng khắc nhau bằng cách sử dụng trí tưởng tượng và mong muốn của chủ nhân. Tuy nhiên, Babbo đã mất tất cả trí nhớ, và luôn cho rằng mình là một "quý ông". Sau khi cứu Dorothy khỏi người canh giữ Baboo, Ginta chủ nhân mới của Babbo, mặc dù ban đầu họ không hợp nhau.
Cậu tiếp tục cuộc hành trình khám phá, hân hoan trong một thế giới mới, nhưng đồng thời cũng nhận ra rằng cậu đã đánh mất nhiều điều ở thế giới thực. Cho dù hứng thú thực sự với những ÄRM cậu thấy trong chuyến hành trình, cậu vẫn kiên quyết tìm được đường trở lại nhà mình. Tuy nhiên, không quá lâu trước lúc Ginta nhận ra rằng thế giới của MÄR-Heaven không hề yên bình như cậu tưởng, khi cậu bị tấn công bởi nhưng tên cướp muốn giành được Babbo (là những tay sai của Đội quân Bàn Cờ). Cậu cũng gặp được Alviss, người đã đưa cậu tới MÄR-Heaven bằng cách sử dụng ÄRM Thằng hề giữ cổng, và biết về cuộc chiến sắp tới với Đội quân Bàn Cờ. Đội quân này gây chiến nhằm phá hoại hòa bình của MÄR-Heaven. Cậu cũng phát hiện ra rằng bố cậu từng là một người hùng ở MAR heaven và sau đó biết được ông đã chết trong một trận chiến với Phantom.
Nhiều bí mật và nhân vật khác dần ra ánh sáng, đặc biệt là thiên anh hùng ca về cuộc chiến MÄR-Heaven sáu năm về trước, trong đó có một người đàn ông bí ẩn có tên là Danna (có nghĩa là 'Ông chủ' trong tiếng Nhật,và xuất hiện trong Toonami Jetstream Anime) tới từ thế giới của Ginta, đã đánh bại thủ lĩnh của nhóm Knight (theo tiếng Anh, tên gọi quân Mã trong Cờ Vua) - thuộc Đội quân Bàn Cờ, Phantom (chủ cũ của Babbo) để kết thúc cuộc chiến tại MÄR-Heaven lần thứ nhất. Tuy nhiên, ông đã phải từ bỏ cuộc sống của mình. Thời gian trôi đi, câu chuyện tái diễn khi Phantom được hồi sinh và muốn bắt đầu một cuộc xâm lăng mới trên toàn cõi, với sự giúp đỡ từ nữ hoàng của Lestava.

## Media

### Manga
Series này được xuất bản tại Nhật bởi Shogakukan, bản tiếng Anh tại Bắc Mỹ bởi VIZ Media, bản tiếng Pháp tại Pháp bởi Kana, bản tiếng Tây Ban Nha tại Tây Ban Nha bởi Ivrea, tại Singapore bản tiếng Anh và Tiếng Trung giản thể bởi Chuang Yi, tại Indonesia bởi Elex Media Komputindo, và tại Việt Nam bởi Nhà xuất bản Kim Đồng.

### Anime
SynergySP đã sản xuất một anime dựa theo manga MÄR, được phát lần đầu tiên ở Nhật trên TV Tokyo từ ngày 3 tháng 4 năm 2005 gồm 102 tập và kết thúc vào 25 tháng 3 năm 2007. Nó đã được chuyển sang across 17 Region 2 DVD ở Nhật bởi Shogakukan, mà mỗi đĩa bao gồm 3 tập ngoại trừ tập đầu và tập cuối gồm 2 phần nhỏ.
Anime đã được Viz Media mua lại nhượng quyền và công bố trên dịch vụ phát sóng trực tuyến Toonami Jetstream của Cartoon Network và được chiếu theo khung giờ nhất định trong chương trình Toonami. Vào 9 tháng 7 năm 2007, Toonami Jetstream trình chiếu MÄR từ đầu 2 lần mỗi tuần, và phát lại vào các tuần kế tiếp. Viz Media bắt đầu chuyển Anime sang DVD vào 12 tháng 6 năm 2007, mỗi đĩa bao gồm 4 phần phim. Bốn tập đã được phát hành trước khi Viz loại series này để nhường chỗ cho các tựa phim khác.

## Ảnh hưởng
IGN đã đưa ra một lời bình phẩm khá tiêu cực đối với MÄR, tuyên bố rằng, khi mà series này không hề mang tính chất kinh dị, nó "giống như mọi shōnen manga chiến đấu khác mà bạn đã từng tiếp xúc", và "nó chỉ dành cho những otaku trung thành với thể loại shõnen manga chiến đấu".